# Kératose actinique
 Mise en garde médicale
Une kératose actinique ou kératose solaire est une lésion cutanée développée à partir des kératinocytes, à la suite d'une exposition chronique et importante au soleil, et pouvant potentiellement évoluer en cancer de la peau.

## Physiopathologie
« Kératose » signifie épaississement de la couche cornée de l’épiderme, « actinique » et « solaire » font référence à la principale cause de cette affection, à savoir les rayons solaires, « actinique » signifiant induit par la lumière et « solaire » par le soleil. Les kératoses actiniques – il y en a généralement plusieurs – ne surviennent qu’aux endroits du corps qui sont exposés au soleil pendant une période prolongée. Une des composantes des rayons solaires, la lumière ultraviolette, qu’on appelle aussi lumière UVB, est responsable en premier lieu de la survenue de ces lésions cutanées. Les rayons solaires ayant agi pendant des années sur certaines cellules de la couche supérieure de la peau, il s’ensuit des modifications permanentes de l’activité cellulaire normale. La fonction des cellules devient incontrôlée et elles forment des « kératoses ».
La lésion est formée de kératinocytes aberrants.

## Épidémiologie
Les principaux facteurs de risque sont l'exposition solaire (exposition aux rayons ultraviolets dose totale cumulée, la lésion cutanée est localisée sur une zone photoexposée) ainsi qu'une peau claire et un âge avancé.
La prévalence la plus élevée est observée en  Australie (2024), elle est moyenne aux États-Unis (6,5 %) et faible en Europe (1,4 % pour les personnes âgées de ≥45 ans en Italie, 2,7 % en Allemagne). Le taux moyen mondial est de 14
% en 2023

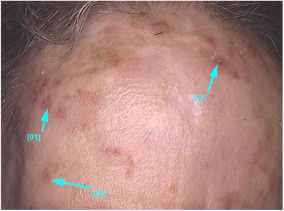
Kératoses actiniques non pigmentées du cuir chevelu, divers degrés d'hyperkératose

En France (2023) la prévalence est plus élevée dans les régions côtières et les lésions sont pour 78 % localisée sur le visage, les oreilles et le cou. Dans leur synthèse (2024) Alexandre J. Malvehy et al. notent que les « personnes immunodéprimés présentent un risque considérablement accru de KA, y compris les receveurs de greffe d'organe prenant des médicaments immunosuppresseurs, qui sont jusqu'à 250 fois plus susceptibles de développer une KA et ceux dont le système immunitaire est affaibli en raison d'une maladie. La calvitie sévère, une forte tendance aux coups de soleil sont significativement associés à des lésions actiniques étendues (≥ 10 lésions de KA) ». Ils confirmes enfin des facteurs de risque héréditaires de l'AK en lien avec les gènes de pigmentation.
Dans une enquête a été réalisée sur 15 246 individus de ≥40 ans (France 2023) le diagnostic de kératose actinique concernait 424 sujets dont 68,9 % âgés de ≥ 65 ans, âge moyen 69 ans. B. Dréno et al. donnent une prévalence de la kératose actinique de 78 % (4 % chez l'homme et 3,8 % chez la femme), elle croit de 1,7 % pour la tranche d'âge 40-45 ans à 7,1 % pour la tranche ≥ 80 ans. Le  nombre médian de lésion par individu est 1.18.

## Évolution
La kératose actinique est considérée comme précancéreuse et peut évoluer de différentes manières : elle peut se résorber spontanément, persister ou augmenter de volume plus ou moins rapidement. Dans 16 à 20 % des cas, elle peut évoluer vers un carcinome spinocellulaire ou carcinome épidermoïde.

## Traitements
Il n'y a pas d'intérêt démontré à traiter systématiquement toutes les lésions de kératose actinique. Cependant les recommandations sont de proposer un traitement à tous les patients afin d'éviter l'évolution potentielle vers un cancer de la peau plus difficile à traiter.
Il existe différentes possibilités thérapeutiques qui sont évaluées et ont montré une efficacité, :
- cryothérapie ;
- chirurgie ;
- crèmes à l'imiquimod[11] ou au 5-fluorouracile[12] (une revue systématique de la littérature et une méta-analyse ont montré que les interventions à base de 5-FU ont la meilleure efficacité et à un profil d'acceptabilité satisfaisant par rapport aux autres thérapies dirigées vers le champ -2024[13]);
- laser, curetage et électrocoagulation ;
- gel au diclofénac[14], au mébutate d'ingénol (en)[15] ;
- la thérapie photodynamique ou PDT (photothérapie dynamique topique).

Le traitement est à adapter en fonction de la localisation, des caractéristiques du patient et de celles de la kératose actinique.
L'application d'une crème contenant du 5 Fluorouracil s'avère supérieur aux autres traitements en matière de réduction des lésions à un an.

## Prévention
La prévention peut se faire par protection solaire. Certaines personnes sont plus à risque, notamment les peaux claires, ou celles ayant une exposition solaire importante, professionnelle (marins, agriculteurs…) ou récréative.

## Coût
Le coût annuel de prise en charge aux États-Unis est estimé à un peu moins d'un milliard de dollars (2006), la moitié étant consacrée aux procédures d'ablation. Le nombre limité d'études, l'hétérogénéité des thérapies de terrain et un suivi à long terme limité rendent les comparaisons entre études difficiles. La thérapie avec le  5-fluorouracile topique et la thérapie photodynamique ont un coût efficace comparable.